# (35062) Sakuranosyou
(35062) Sakuranosyou est un astéroïde de la ceinture principale.

## Description
(35062) Sakuranosyou est un astéroïde de la ceinture principale. Il fut découvert le 12 mars 1988 à Kobuchizawa par Masaru Inoue et Osamu Muramatsu. Il présente une orbite caractérisée par un demi-grand axe de 2,37 UA, une excentricité de 0,24 et une inclinaison de 10,5° par rapport à l'écliptique.

## Compléments